# 엽기
엽기(獵奇, 문화어: 렵기)는 기일한 일에 의도적으로 따라가는 것을 의미한다. 2000년대 들어 엽기소설, 엽기영화 등을 통하여 많은 인기를 누리게 되었다. 예를 들어, 인터넷 소설이자 2000년 영화 《엽기적인 그녀》라든지, 2000년 플래시 애니메이션의 등장인물 마시마로와 같은 곳에서 이러한 요소가 사용되었다.

## 같이 보기
- 엽기 살인